# Восточная провинция (Руанда)
Восточная провинция (руанда Intara y'Iburasirazuba, англ. Eastern Province, фр. Province de l'Est, суахили Mkoa wa Mashariki) — одна из пяти провинций Руанды.

## История
Была создана в начале января 2006 как часть правительственной программы децентрализации, которая реорганизовала структуры местных органов власти страны. Административный центр — Рвамагана.
Восточная провинция включает прежние регионы Кибунго и Умутара, большую часть Кигали-Нгали и часть Бьюмбы.

## Административное деление
Районы Восточной провинции:
- Ньягатаре (Nyagatare)
- Гатсибо (Gatsibo)
- Кайонза (Kayonza)
- Рвамагана (Rwamagana)
- Кирехе (Kirehe)
- Нгома (Ngoma)
- Бугесера (Bugesera)